# Ceratina bipes
Ceratina bipes är en biart som beskrevs av Cockerell 1920. Ceratina bipes ingår i släktet märgbin, och familjen långtungebin. Inga underarter finns listade i Catalogue of Life.